# Jan Slavík (politik)
Jan Slavík (13. září 1846 Nový Etynk – 11. října 1910 Jindřichův Hradec) byl český politik, poslanec Českého zemského sněmu a Říšské rady.

## Biografie
Pocházel z rodiny hostinského a řezníka Václava Slavíka, který působil jako starosta obce, ale pro své postoje během revoluce roku 1848 byl z funkce po porážce revoluce sesazen a vlivem finanční spekulace přišel o majetek. Jan Slavík tak neměl v mládí finanční zázemí. Od roku 1851 do roku 1857 chodil v rodné obci do obecné školy. Pak nastoupil na hlavní školu a od roku 1859 i na gymnázium v Jindřichově Hradci. Prospíval s vyznamenáním. Když mu bylo 13 let, zemřel mu otec a jeho majetkové poměry se dále zhoršily. Po maturitě chtěl původně studovat pražskou polytechniku, ale nakonec absolvoval Karlo-Ferdinandovu univerzitu, kde roku 1873 získal titul doktora práv. Následně prošel advokátní praxí u JUDr. Girzikovského a od listopadu 1878 působil jako advokát v Jindřichově Hradci, kde se zapojil i do veřejného života. Byl předákem tamní mladočeské organizace a v letech 1885–1901 předsedal místnímu sokolskému sdružení. Patřil k prvním cyklistům v tomto městě a ve své zahradě zřídil první tenisové hřiště.
V zemských volbách roku 1889 získal za město Třeboň mandát poslance Českého zemského sněmu za mladočeskou stranu. Mandát zde obhájil i v zemských volbách roku 1895. Na zemském sněmu setrval do roku 1901.
Ve volbách roku 1891 se stal i poslancem Říšské rady (celostátní zákonodárný sbor), kde zastupoval městskou kurii, obvod Třeboň, Jindřichův Hradec atd. Mandát obhájil za týž okrsek i ve volbách roku 1897. Ve vídeňském parlamentu setrval do své rezignace 15. července 1898. Nahradil ho pak Václav Naxera.
Na Říšské radě předložil v březnu 1893 průlomový návrh na zavedení všeobecného a rovného volebního práva. Podobný záměr už prosazoval v roce 1891 během porad vedení mladočeské strany, v které ale myšlenka na zcela rovné volební právo nebyla přijímána s jednoznačným souhlasem, jak později vzpomínal Karel Kramář. Předložení návrhu plénu parlamentu bylo proto dlouho odkládáno. Situace se změnila až roku 1893, kdy boj za rozšíření volebního práva v Evropě i v Rakousku-Uhersku začal sílit. 15. února byl Slavíkův návrh projednán mladočeským poslaneckým klubem, 14. března byl klubem schválen a 17. března pak Slavík předložil svůj projekt Říšské radě coby oficiální předlohu mladočeské strany (podpořenou i několika slovinskými liberálními poslanci). Návrh byl doprovázen státoprávním ohražením, ve kterém Slavík odmítl, že by navrhovanou reformou mladočeši uznávali ústavní poměry v Rakousku-Uhersku. V rámci reformy volebního práva se počítalo s Říšskou radou se 400 poslanci, z toho 146 z českých zemí. Návrh nakonec nebyl přijat, ale sílící tlak veřejnosti vedl předsedu vlády Eduarda Taaffeho k nečekanému ohlášení vlastního projektu volební reformy v říjnu 1893. Ta sice také nebyla přijata a polemika okolo ní naopak vedla k rozkladu konzervativní Taaffeho vlády, nicméně již po několika letech ji fakticky naplnila takzvaná Badeniho volební reforma a od roku 1907 pak bylo v Předlitavsku zavedeno rovné volební právo.
Roku 1898 Slavík předložil návrh na rovné volební právo i na Českém zemském sněmu. Návrh byl ale velkou většinou zamítnut a nebyl ani přikázán k projednání do sněmovních výborů. I sama mladočeská strana a její faktický tiskový orgán Národní listy ho tentokrát nepodpořila. Rozšíření volebního práva by totiž podle některých mladočechů otevřelo cestu k moci sociální demokracii. Slavík několik týdnů poté ze strany v létě roku 1898 odešel. Odmítal podpořit stranický postoj k předlitavské vládě a rezignoval na poslanecký mandát v Říšské radě. Nekandidoval ani do zemského sněmu v roce 1901.
V následném období byl aktivní v okresní samosprávě na Jindřichohradecku. Od roku 1907 až do smrti zastával funkci okresního starosty. Zaměřoval se na otázky podpory rolnictva. Byl zastáncem teorie kontinuity slovanského osídlení Čech od starověku.